# 重庆西站 (人和场)
已撤销的重庆西站位于重庆市九龙坡区华岩镇西铁二村，原名人和场站，原为襄渝铁路终点站，隶属成都铁路局管辖一等站。车站在关闭前为二级四场单向横列式编组站，分别为峰前场、到达场、调车场和西场，占地面积76万平方米，主要承担襄渝、成渝、川黔、渝怀四条铁路干线上的往来货物列车车辆编解、集结任务，并且还承担着重庆主城区内大部分铁路运输货物的到达与发送任务。其中峰前场有到发线9条、1条机走线和1条机待线，位于整个站场的北半侧，西侧为机务段；站场南半侧为调车场，设有编发线5条，调车线21条，西侧的西场有6条到发线和1条机待线。重庆西站有一对通勤旅客列车停靠，也办理路料的到达作业。

## 车务建制
重庆西车站原为成都铁路局的直属车站。1988年3月1日，重庆东站划归重庆西站管辖，1999年5月7日，小梨线梨树湾-跳蹬站等站划归本站管辖。2006年3月18日，原重庆南车站建制整体划入本站管辖；2008年7月11日，新增管辖原由涪陵车务段管辖的襄渝铁路长胜沟-井口间车站和原由重庆车务段管辖的襄渝铁路回龙坝-沙坪坝（后划至重庆北车务段/重庆车站管辖）、成渝铁路小南海-铜罐驿及珞璜站。

2014年7月30日车站在代替其编组功能的兴隆场站开通后被关闭，但仍旧保留其车务单位建制，并于2017年7月17日更名为兴隆场车站。车站地块之后改造成为重庆西动车运用所。

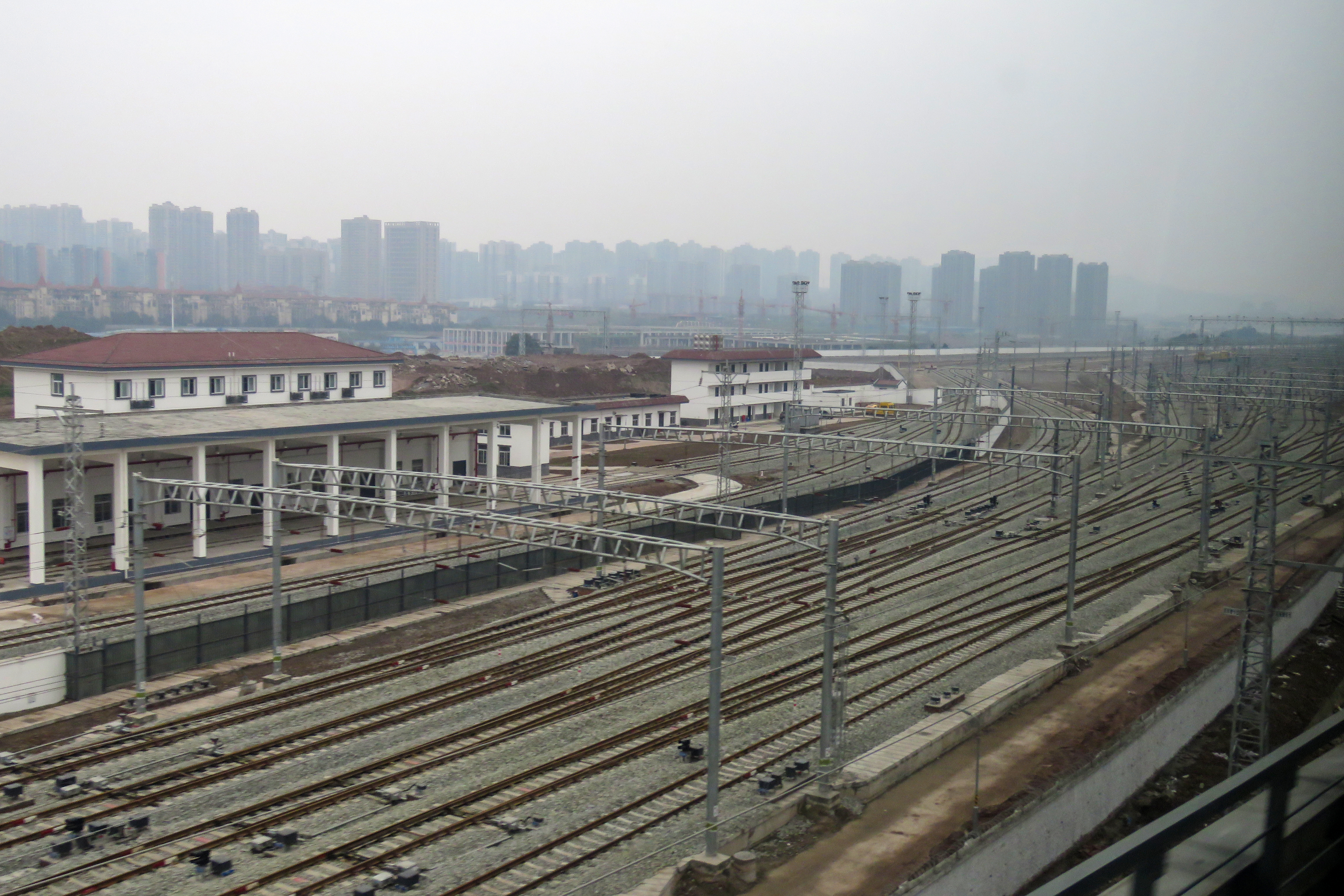
重庆西动车运用所